# Pick Dehner
 (août 2023).
Louis "Pick" Dehner, parfois surnommé "Lewis" (29 août 1914 - 7 avril 1987) était un basketteur américain et entraîneur de lycée. Il était un joueur à l'Université de l'Illinois et a joué professionnellement dans la National Basketball League des États-Unis. Il a remporté plus de 500 matchs en tant qu'entraîneur de l'East St. Louis High School, dans l'Illinois.
Dehner est né et a grandi à Lincoln, en Illinois. Au poste d'avant / centre, il a joué pour l' Illinois dans la saison 1934-1935, puis est retourné à jouer pour l'Illini 1937-1939. Il a été deux fois meilleur joueur américain des Illini et a marqué un record de 25 points à Madison Square Garden le 27 décembre 1938. Après avoir obtenu son diplôme, il a joué professionnellement pour les All-Américains Hammond Ciesar de la Ligue nationale de basket-ball (NBL), l'un des précurseurs de la National Basketball Association .
Après la fin de sa carrière professionnelle de joueur, Dehner est devenu un entraîneur de lycée très performant. De 1942 à 1974, Dehner a été l’entraîneur en chef de l'équipe de basketball de l’East St. Louis High School, enregistrant un record de 549 victoires  pour 350 défaites. En 1973, il a été nommé au Hall of Fame des entraîneurs de basket-ball de l'Illinois.
Dehner est décédé le 7 avril 1987 du cancer du pancréas à l'âge de 72 ans 